# Keensburg (Illinois)
Keensburg est un village situé au sud du comté de Wabash dans l'Illinois, aux États-Unis,. Le village est incorporé le 12 mai 1908.

## Démographie
Lors du recensement de 2010, le village comptait une population de 210 habitants. Elle est estimée, en 2016, à 205 habitants.

### Source de la traduction
- (en) Cet article est partiellement ou en totalité issu de l’article de Wikipédia en anglais intitulé « Keensburg, Illinois » (voir la liste des auteurs).